# Francis Pharcellus Church

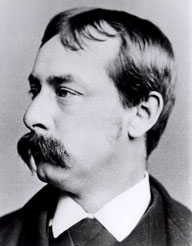
Francis P. Church

Francis Pharcellus Church (* 22. Februar 1839 in Rochester, New York; † 11. April 1906 in New York City, New York) war ein US-amerikanischer Verleger und Redakteur. Als Journalist beantwortete er die heikle Frage Gibt es einen Weihnachtsmann? der Leserzuschrift des Kindes Virginia O’Hanlon so überzeugend, dass die Antwort noch heute weltweit nachgedruckt wird.

## Leben
Francis P. Church war der Sohn eines baptistischen Geistlichen. Sein Vater Pharcellus war zugleich Journalist und gründete The New York Chronicle.
Francis wurde am Columbia College of Columbia University in New York City im Jahr 1859 graduiert. Während des Sezessionskrieges arbeitete er als Korrespondent für die New York Times.
Mit seinem Bruder William Conant Church gründete er danach 1863 The Army and Navy Journal und 1866 die Monatszeitschrift The Galaxy. Als The Atlantic Monthly das Magazin übernahm, wurde Church Redakteur und führender anonymer Leitartikelverfasser in der Zeitung seines Bruders, der New York Sun. Hier schrieb er 1897 sein berühmtestes Editorial auf die Frage Gibt es einen Weihnachtsmann?, das in die klare Antwort „Yes, Virginia, there is a Santa Claus“ mündete.
Church wurde im Sleepy Hollow Cemetery in Sleepy Hollow beerdigt. Er war Mitglied der Century Association und  hatte keine Kinder.

## Editorial
Francis P. Church, ein sardonischer Mensch, hatte sein persönliches Motto: Endeavour to clear your mind of cant („Sei bestrebt, deinen Verstand von Heuchelei freizuhalten“). Wenn umstrittene, insbesondere theologische Themen auf der Leitartikelseite behandelt werden mussten, übernahm er diese Aufgabe üblicherweise.
Die erstmals in der Ausgabe vom 21. September 1897 erschienene Antwort auf einen Brief der damals achtjährigen Virginia O’Hanlon mit der Frage, ob es einen Weihnachtsmann gibt, wurde bald schon legendär und anschließend jedes Jahr zur Weihnachtszeit auf Seite 1 der New York Sun abgedruckt, bis die Zeitung im Jahr 1950 ihr Erscheinen einstellte. Blätter in der ganzen Welt führten die Tradition danach fort.
Erst nach seinem Tod brach die Sun mit ihrem Grundsatz der redaktionellen Anonymität bei Editorials und gab preis, dass Church diesen Leitartikel geschrieben hatte.